# Loboparius hazarae
Loboparius hazarae är en skalbaggsart som beskrevs av Zdzisława Stebnicka 1985. Loboparius hazarae ingår i släktet Loboparius och familjen Aphodiidae. Inga underarter finns listade i Catalogue of Life.